# Martin Mayrock
Martin Mayrock (* 10. Januar 1884 in Memmingen; † 23. Juni 1944 ebenda) war ein deutscher römisch-katholischer Kommunalpolitiker und Märtyrer.

## Leben
Martin Mayrock wuchs als Arbeitersohn in Künsberg (Memmingerberg) auf. Als Hilfsarbeiter und Melker fand er Anschluss in der Memminger Kirche St. Johann Baptist und im dazugehörigen katholischen Vereinshaus. Nach Heirat (1906) und Kriegsdienst (1914–1918) begann er in Memmingen eine Schirmmacherei, die als Schirmfabrik heute noch existiert. Mit seiner 11 Jahre älteren Frau, die vier Kinder in die Ehe brachte, hatte er noch weitere 12 Kinder. Sein katholisches Engagement führte ihn in den Vorstand der Christlichen Gewerkschaft, des Katholischen Arbeitervereins und des Zentralverbandes der Memminger Katholiken. Von 1919 bis 1933 war er Mitglied der Bayerischen Volkspartei (BVP) und saß im Memminger Stadtrat, wo er den sozialen Wohnungsbau initiierte.
Frühzeitig zog er die Anfeindungen der Nationalsozialisten auf sich, vor allem des Kreisleiters der NSDAP, Rechtsanwalt Wilhelm Schwarz, ab 1930 Mitglied des Reichstags. 1933 kam er ein erstes Mal für 14 Tage in Schutzhaft, 1937 wurde er verwarnt, am 18. August 1943 schließlich auf Denunziation hin verhaftet. Am 9. November 1943 wurde gegen ihn Anklage erhoben. Er wurde nach München-Stadelheim verlegt und am 23. März 1944 wegen Wehrkraftzersetzung zu drei Jahren Zuchthaus verurteilt. Er kam in das Zuchthaus Amberg. Als er am 3. Juni 1944 für die Beerdigung seiner am 31. Mai verstorbenen Frau entlassen wurde, kam er in Memmingen in völlig ausgezehrtem, nicht wiederzuerkennendem Zustand an und starb drei Wochen später im Alter von 60 Jahren.

## Gedenken
Die Römisch-katholische Kirche in Deutschland hat Martin Mayrock als Märtyrer aus der Zeit des Nationalsozialismus in das deutsche Martyrologium des 20. Jahrhunderts aufgenommen. In Memmingen ist seit 1972 der Martin-Mayrock-Weg nach ihm benannt. In der Lindauer Str. 10 ist seit 2015 ein Stolperstein für ihn verlegt.